# Federico Crescentini
Federico Crescentini (Ciudad de San Marino, 13 de abril de 1982 - Acapulco, 15 de diciembre de 2006) fue un futbolista sanmarinense. Fue internacional con la Selección de fútbol de San Marino en ocho oportunidades.

## Carrera de club
Crescentini jugó en las ligas amateurs italianas antes de mudarse al equipo sanmarinés, Tre Fiori Football Club en 2005.

## Carrera internacional
Hizo su debut con la Selección de fútbol de San Marino en un partido amistoso de mayo de 2002 contra Estonia, sustituyendo a Giacomo Maiani. Consiguió su octavo y último partido internacional contra Irlanda en noviembre de 2006, sustituyendo a Damiano Vannucci.

## Fallecimiento
Falleció mientras estaba de vacaciones en Acapulco, México, al intentar salvar a una amiga que lo acompañaba, pero a pesar de haberla rescatado, se ahogó. Fue el tercer futbolista que se ahogó en el transcurso de una sola semana, después de que los juveniles de la Juventus FC Riccardo Neri y Alessio Ferramosca se ahogaran en el campo de entrenamiento del club. En el momento de su fallecimiento, tenía 24 años. Su funeral tuvo lugar en Montegiardino en San Marino.